# Jan Gehl
Jan Gehl (Copenhague, 17 de septiembre de 1936) es un arquitecto y urbanista danés.

## Biografía
Formado en arquitectura en la Real Academia de Bellas Artes de Dinamarca, es profesor de planificación urbana en la misma institución. Socio fundador de Gehl Architects junto con Helle Søholt hasta 2011, impulsó el modelo de ciudad a escala humana, centrándose en la persona como «unidad de medida» en el diseño urbano. Defiende la mejora de calidad de la vida urbana basada en la recuperación de la peatonalización y el uso de la bicicleta, otorgando especial importancia al espacio público.
Gehl ha colaborado en proyectos para las ciudades de Copenhague, Londres, Melbourne, Sídney, Riga, Amman, Nueva York y Moscú, entre otras. Entre sus obras destacan Nuevos espacios urbanos (Gustavo Gili, 2002, con Lars Gemzøe), La humanización del espacio urbano: la vida social entre los edificios (Reverté, 2006), Cities for People (Island Press, 2010) y How to Study Public Life (Island Press, 2013), entre otras.
Es miembro honorario de los institutos de arquitectos de Dinamarca, Inglaterra, Escocia, Estados Unidos y Canadá, ha sido galardonado con el Premio Sir Patrick Abercrombie por sus "contribuciones ejemplares en la planificación urbana" por la Unión Internacional de Arquitectos y ha sido reconocido con el título honorífico de doctor honoris causa por las universidades de Edimburgo, Heriot-Watt, Varna y Toronto.